# Rio Băcâia
O Rio Băcâia é um rio da Romênia afluente do rio Cib, localizado no distrito de Hunedoara.